# Horizons en flammes (téléfilm, 1977)
Pour les articles homonymes, voir Horizons en flammes et Fire.
Pour plus de détails, voir Fiche technique et Distribution.
Horizons en flammes (Fire!) est un téléfilm américain réalisé par Earl Bellamy et diffusé le 8 mai 1977 à la télévision sur NBC.

## Synopsis
Afin de couvrir son évasion, un criminel met le feu à quelques arbres sur une colline, mais le vent disperse les flammes et la situation devient critique. Le feu menace une ville entière.

## Fiche technique
- Titre original : Fire!
- Titre français : Horizons en flammes
- Réalisation : Earl Bellamy
- Scénario : Norman Katkov et Arthur Weiss, d'après une histoire de Norman Katkov
- Direction artistique : Ward Preston
- Montage : Bill Brame
- Directeur de la photographie : Dennis Dalzell
- Musique : Richard LaSalle
- Création des costumes : Paul Zastupnevich
- Producteurs exécutifs : Irwin Allen et Arthur Weiss
- Producteur associé : Al Gail
- Compagnies de production : Warner Bros Television - Irwin Allen Productions
- Pays d'origine :  États-Unis
- Format : couleurs - 35 mm - son mono - 1.33 plein écran
- Genre : film catastrophe
- Durée : 100 minutes
- Dates de sortie :

 États-Unis : 8 mai 1977 (télévision)
 France : 3 août 1977 (cinéma)

## Distribution
- Ernest Borgnine (VF : Henry Djanik) : Sam Brisbane
- Vera Miles (VF : Paule Emanuele) : Martha Wagner
- Patty Duke (VF : Monique Thierry) : Docteur Peggy Wilson
- Alex Cord (VF : Guy Chapellier) : Docteur Alex Wilson
- Donna Mills (VF : Évelyne Séléna) : Harriett Malone
- Lloyd Nolan (VF : Serge Nadaud) : Doc Bennett
- Neville Brand (VF : Georges Atlas) : Larry Durant
- Ty Hardin (VF : Claude Joseph) : Walt Fleming
- Gene Evans (VF : Raoul Delfosse) : Dan Harter
- Michelle Stacy : Judy
- Patrick Culliton (VF : Yves-Marie Maurin) : Ted Gorman
- Erik Estrada (VF : François Leccia) : Frank
- James W. Gavin (VF : Jean-Claude Michel) : Bill Clay